# 김정윤 (아나운서)
김정윤(1980년 4월 28일 ~ )은 대한민국의 전 KBS 기상 캐스터이다. 퇴사 후 2010년 사업가 안모씨와 결혼하여, 이후 모교인 중앙대학교 강사로 활약했다.

## 학력
- 중앙대학교 신문방송학과 박사

## 경력
- 춘천MBC 아나운서
- KBS 기상캐스터
- KBS 시사캐스터
- 중앙대학교 강사

## 홍보대사
- 2010년 5월: 맑은 공기 홍보대사

## TV
- 2007년: KBS 1TV - KBS 뉴스 네트워크 기상 캐스터
- 2020년: KBS 1TV - 사사건건 시사캐스터 (패널)